# Elmo Lincoln
Elmo Lincoln, nato Otto Elmo Linkenhelt (Rochester, 6 febbraio 1889 – Los Angeles, 27 giugno 1952), è stato un attore statunitense di origine tedesca, principalmente noto per aver interpretato il personaggio di Tarzan in tre pellicole tra il 1918 e il 1921.
Fu il primo Tarzan in assoluto sullo schermo, personaggio che interpretò per la prima volta nel 1918 in Tarzan of the Apes.

## Filmografia parziale
- The Suffragette Minstrels, regia di Dell Henderson (1913)
- Giuditta di Betulia (Judith of Bethulia), regia di David Wark Griffith  (1914)
- Nascita di una nazione (The Birth of a Nation), regia di David Wark Griffith (1915)
- The Absentee, regia di Christy Cabanne (1915)
- The Slave Girl, regia di Tod Browning (1915)
- Jordan Is a Hard Road, regia di Allan Dwan (1915)
- Children of the Feud, regia di Joseph Henabery (1916)
- Aladino e la lampada magica (Aladdin and the Wonderful Lamp), regia di Chester M. Franklin, Sidney Franklin (1917)
- Tarzan of the Apes, regia di Scott Sidney (1918)
- La fanciulla che cerca amore (The Greatest Thing in Life), regia di David W. Griffith (1918)
- The Romance of Tarzan, regia di Wilfred Lucas (1918)
- Treasure Island, regia di Chester M. Franklin e Sidney Franklin (1918)
- The Flaming Disk, regia di Robert F. Hill (1920)
- Under Crimson Skies, regia di Rex Ingram (1920)
- The Adventures of Tarzan, regia di Robert F. Hill e Scott Sidney - serial cinematografico (1921)
- Lo sciacallo (Quincy Adams Sawyer), regia di Clarence G. Badger (1922)
- Gran mondo (Fashion Row), regia di Robert Z. Leonard (1923)
- Roberto di Hentzau (Rupert of Hentzau), regia di Victor Heerman (1923)
- King of the Jungle, regia di Webster Cullison (1927)
- La gloriosa avventura (The Real Glory), regia di Henry Hathaway (1939)